# Montenegro en los Juegos Paralímpicos
Montenegro en los Juegos Paralímpicos está representado por el Comité Paralímpico Nacional de Montenegro, miembro del Comité Paralímpico Internacional.
Ha participado en cinco ediciones de los Juegos Paralímpicos de Verano, su primera presencia tuvo lugar en Pekín 2008. El país ha obtenido dos medallas en las ediciones de verano, ambas de bronce, logradas por Filip Radović en tenis de mesa.
En los Juegos Paralímpicos de Invierno Montenegro no ha participado en ninguna edición.

## Medallero

### Por edición
Juegos Paralímpicos de Verano
| Evento              | Oro | Plata | Bronce | Total |
| ------------------- | --- | ----- | ------ | ----- |
| Pekín 2008          | 0   | 0     | 0      | 0     |
| Londres 2012        | 0   | 0     | 0      | 0     |
| Río de Janeiro 2016 | 0   | 0     | 0      | 0     |
| Tokio 2020          | 0   | 0     | 1      | 1     |
| París 2024          | 0   | 0     | 1      | 1     |
| TOTAL               | 0   | 0     | 2      | 2     |

### Por deporte
Deportes de verano
| Evento        | Oro | Plata | Bronce | Total |
| ------------- | --- | ----- | ------ | ----- |
| Tenis de mesa | 0   | 0     | 2      | 2     |
| TOTAL         | 0   | 0     | 2      | 2     |